# Tang Gaozong
Tang Gaozong (Кinesiska: 唐高宗, Táng Gāozōng), född 628, död 683, var Tangdynastins tredje kejsare och regerade år 649 till 683. Hans personliga namn var Li Zhi (kinesiska: 李治, Lǐ Zhì).